# Leichtathletik-Weltmeisterschaften 2017/Teilnehmer (Bahamas)
| Gelbes Symbol für Goldmedaillen mit stilisierten Olympischen Ringen | Graues Symbol für Silbermedaillen mit stilisierten Olympischen Ringen | Braundes Symbol für Bronzemedaillen mit stilisierten Olympischen Ringen |
| ------------------------------------------------------------------- | --------------------------------------------------------------------- | ----------------------------------------------------------------------- |
| —                                                                   | 1                                                                     | 1                                                                       |

Von Bahamas wurden elf Athletinnen und zehn Athleten für die Leichtathletik-Weltmeisterschaften 2017 in London nominiert.

## Ergebnisse

### Frauen

#### Laufdisziplinen
| Athletin                                                              | Disziplin    | Vorlauf | Vorlauf | Halbfinale | Halbfinale | Finale             | Finale             |
| Athletin                                                              | Disziplin    | Zeit    | Platz   | Zeit       | Platz      | Zeit               | Platz              |
| --------------------------------------------------------------------- | ------------ | ------- | ------- | ---------- | ---------- | ------------------ | ------------------ |
| Tynia Gaither                                                         | 200 m        | 22,98 s | 9       | 22,85 s    | 8          | 23,07 s            | 8                  |
| Shaunae Miller-Uibo                                                   | 200 m        | 22,69 s | 2       | 22,49 s    | 2          | 22,15 s            | Bronze             |
| Anthonique Strachan                                                   | 200 m        | 23,23 s | 15      | 23,21 s    | 16         | nicht qualifiziert | nicht qualifiziert |
| Shaunae Miller-Uibo                                                   | 400 m        | 50,97 s | 3       | 50,36 s    | 3          | 50,49 s            | 4                  |
| Devynne Charlton                                                      | 100 m Hürden | 13,02 s | 19      | 12,95 s    | 13         | nicht qualifiziert | nicht qualifiziert |
| Devynne Charlton Carmiesha Cox Jenae Ambrose Tynia Gaither            | 4 × 100 m    | DNF     | DNF     |            |            | –––                | –––                |
| Lanece Clarke Christine Amertil Anthonique Strachan Shaquania Dorsett | 4 × 400 m    | DNF     | DNF     |            |            | –––                | –––                |

#### Sprung/Wurf
| Athletin      | Disziplin  | Qualifikation | Qualifikation | Finale             | Finale             |
| Athletin      | Disziplin  | Weite/Höhe    | Platz         | Weite/Höhe         | Platz              |
| ------------- | ---------- | ------------- | ------------- | ------------------ | ------------------ |
| Bianca Stuart | Weitsprung | 5,91 m        | 28            | nicht qualifiziert | nicht qualifiziert |
| Tamara Myers  | Dreisprung | 13,41 m       | 24            | nicht qualifiziert | nicht qualifiziert |

### Männer

#### Laufdisziplinen
| Athlet                                                     | Disziplin | Qualifikation | Qualifikation | Vorlauf        | Vorlauf | Halbfinale         | Halbfinale         | Finale             | Finale             |
| Athlet                                                     | Disziplin | Zeit          | Platz         | Zeit           | Platz   | Zeit               | Platz              | Zeit               | Platz              |
| ---------------------------------------------------------- | --------- | ------------- | ------------- | -------------- | ------- | ------------------ | ------------------ | ------------------ | ------------------ |
| Warren Fraser                                              | 100 m     | 10,30 s       | 8             | 10,42 s        | 38      | nicht qualifiziert | nicht qualifiziert | nicht qualifiziert | nicht qualifiziert |
| Teray Smith                                                | 200 m     |               |               | 20,77 s        | 33      | nicht qualifiziert | nicht qualifiziert | nicht qualifiziert | nicht qualifiziert |
| Steven Gardiner                                            | 400 m     |               |               | 44,75 s        | 2       | 43,89 s NR         | 1                  | 44,41 s            | Silber             |
| Warren Frasier Shavez Hart Sean Stuart Teray Smith         | 4 × 100 m |               |               | DSQ            | DSQ     |                    |                    | –––                | –––                |
| Alonzo Russell Michael Mathieu O’Jay Ferguson Ramon Miller | 4 × 400 m |               |               | 3:03,04 min SB | 11      |                    |                    | nicht qualifiziert | nicht qualifiziert |

#### Sprung/Wurf
| Athlet        | Disziplin  | Qualifikation | Qualifikation | Finale             | Finale             |
| Athlet        | Disziplin  | Weite/Höhe    | Platz         | Weite/Höhe         | Platz              |
| ------------- | ---------- | ------------- | ------------- | ------------------ | ------------------ |
| Donald Thomas | Weitsprung | 2,22 m        | 22            | nicht qualifiziert | nicht qualifiziert |